# 曾卜拉島
37°08′10″N 10°48′32″E / 37.13611°N 10.80889°E

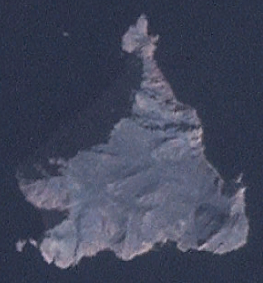

曾卜拉島是突尼斯的島嶼，位於地中海，距離突尼斯市約60公里，長3.2公里、寬2.8公里，面積3.89平方公里，最高點海拔高度435米，島上無人居住。